# Perrecy-les-Forges
Perrecy-les-Forges település Franciaországban, Saône-et-Loire megyében. Lakosainak száma 1546 fő (2022. január 1.). Perrecy-les-Forges Dompierre-sous-Sanvignes, Ciry-le-Noble, Génelard, Marly-sur-Arroux, Oudry, Saint-Romain-sous-Versigny és Sanvignes-les-Mines községekkel határos.

## Népesség
A település népességének változása:
| Lakosok száma | 1689 | 1660 | 1694 | 1627 | 1597 | 1568 | 1557 | 1547 | 1546 |
|               | 2013 | 2015 | 2016 | 2017 | 2018 | 2019 | 2020 | 2021 | 2022 |